# Cyphostemma cymosum
Cyphostemma cymosum är en vinväxtart. Cyphostemma cymosum ingår i släktet Cyphostemma och familjen vinväxter.

## Underarter
Arten delas in i följande underarter:
- C. c. cymosum
- C. c. orientale